# Jraber
Jraber là một đô thị thuộc tỉnh Kotayk, Armenia. Dân số ước tính năm 2011 là 430 người.